# Хмељова
Хмељова (слч. Chmeľová) насељено је мјесто са административним статусом сеоске општине (слч. obec) у округу Бардјејов, у Прешовском крају, Словачка Република.

## Становништво
| Година:    | 1994. | 2004.   | 2014.   | 2024.   |
| ---------- | ----- | ------- | ------- | ------- |
| Број људи: | 386   | 399     | 390     | 364     |
| Разлика:   |       | +3,36 % | -2,25 % | -6,66 % |

| Година:    | 2023. | 2024.   |
| ---------- | ----- | ------- |
| Број људи: | 357   | 364     |
| Разлика:   |       | +1,96 % |

Према подацима о броју становника из 2024. године насеље је имало 364 становника.